# Біографії (книжкова серія, Апріорі)
«Біографії» — україномовна книжкова серія біографічних творів, яку з 2020 випускає видавництво «Апріорі» у Львові.
Усі книги серії випускають з палітуркою у форматі 60×90/16 (145×215 мм).
Випуски серії не нумеруються.

## Випуски серії
1. Горак Р. Д. Андрей Шептицький. Біографія. — 2020. — 896 с. — 1000 прим. — ISBN 978-617-629-510-5.
2. Горак Р. Д. Василь Стефаник. Біографія. — 2020. — 368 с. — 1000 прим. — ISBN 978-617-629-570-9.
3. Горак Р. Д. Лесь Мартович. Біографія / післям. М. Г. Василенка. — 2021. — 516 с. — 1000 прим. — ISBN 978-617-629-682-9.
4. Береза Р. П. Сергій Лифар. Біографія. Політ під крилом Ікара. — 2021. — 152 с. — 1000 прим. — ISBN 978-617-629-680-5.
5. Горак Р. Д. Богдан Лепкий. Біографія: Роман-есей / післям. М. Г. Василенка. — 2023. — 376 с. — 1000 прим. — ISBN 978-617-629-761-1.